# İbrahim Üzülmez
İbrahim Üzülmez (ur. 10 marca 1974 w İzmicie) – turecki piłkarz występujący na pozycji obrońcy lub pomocnika.

## Kariera klubowa
İbrahim zawodową karierę rozpoczynał w klubie Gönenspor. W 1994 roku przeszedł do Karabüksporu. W sezonie 1994/1995 był podstawowym graczem. W następnym sezonie został wypożyczony do Çeliksporu. Po zakończeniu sezonu 1995/1996 powrócił do Karabüksporu. W 1997 roku awansował z nim do ekstraklasy. Wówczas wypożyczono go do drugoligowego Amasyasporu. Przed sezonem 1998/1999 powrócił do Karabüksporu. W tym klubie grał do połowy tamtego sezonu. W sumie rozegrał tam 52 ligowe spotkania i zdobył 1 bramkę.
W styczniu 1999 odszedł do innego pierwszoligowego – Gaziantepsporu. Tam spędził półtora roku. Łącznie zagrał tam w 47 ligowych meczach i strzelił 2 gole. W 2000 roku podpisał kontrakt z Beşiktaşem JK. Od czasu debiutu jest jego podstawowym graczem. W 2002 roku dotarł z klubem do finału Pucharu Turcji, jednak został z nim pokonany 4:0 przez Kocaelispor. W 2002/2003 został z Beşiktaşem mistrzem Turcji. W 2007 roku zdobył z klubem Puchar Turcji. Wywalczył także wicemistrzostwo Turcji. W sezonie 2008/2009 zdobył z klubem mistrzostwo Turcji i Puchar Turcji.

## Kariera reprezentacyjna
W reprezentacji Turcji İbrahim zadebiutował 12 lutego 2003 w bezbramkowo zremisowanym towarzyskim meczu z Ukrainą. Był uczestnikiem Pucharu Konfederacji 2003, na którym zajął z Turcją trzecie miejsce. Na tamtym turnieju zagrał cztery razy. Był także członkiem kadry w eliminacjach do Mistrzostw Świata 2006, na które Turcja nie awansowała oraz Mistrzostw Europy 2008, na które jego reprezentacja awansowała, ale nie został powołany na nie do kadry.